# Anitjkov-paladset
59°55′58″N 30°20′26″Ø / 59.93278°N 30.34056°Ø
Anitjkov-paladset (ru.: Аничков дворец; transl. Anitjkov dvorets) er et tidligere kejserligt palads fra det Russiske Kejserrige i Sankt Petersborg, Rusland. Det er beliggende på hovedgaden Nevskij Prospekt nr. 39, med front mod floden Fontanka.

## Tidlige historie
Anitjkov-paladset har fået sit navn efter Anitjkov-broen, der går hen over Fontanka. Det blev bygget til kejserinde Elisabeth af Rusland i barok-stil, og stod efter 13 år færdigt i 1754. Det er noget uklart hvem arkitekten bag er, men det antages at være enten Francesco Bartolomeo Rastrelli, der byggede flere paladser i Rusland, eller Mikhail Zemtsov. Det blev i sin samtid betragtet som byens mest storslåede privatresidens.
Kejserinde Elisabeth gav paladset til sin favorit, grev Aleksej Razumovskij. Efter hans død gik paladset tilbage til kronen, men Katarina den Store, gav det efterfølgende til sin egen favorit Grigorij Potjomkin i 1776. Paladset undergik en del forandringer i de efterfølgende år, hvor paladset blev renoveret i tidens nyklassiske stil. Dertil blev der anlagt en have i engelsk stil.
Efter Potjomkins død tilfaldt paladset atter kronen. De sidste store ændringer på paladset skete under Alexander 1.. Han gav siden paladset videre til en af sine søstre, og efter hendes ægteskab til sin yngre bror, den senere Nikolai 1.
Siden da blev boligen benyttet som residens for de russiske tronfølgere. De forskellige beboere indrettede paladset indvendigt efter deres egen stil og smag, hvilket paladset bærer præg af.

## Senere historie
I eftertiden er paladset mest forbundet med Alexander 3. og hans familie. Efter hans ægteskab med Dagmar af Danmark i 1866, flyttede parret ind i paladset. Det var således barndomshjem for den sidste russiske kejser Nikolai 2.
Da Alexander 3. blev kejser, foretrak familien stadig Anitjkov-paladset frem for det officielle Vinterpaladset, når familien var i hovedstaden.
Kejserinde Dagmar havde som enke brugsretten til paladset lige indtil Den Russiske Revolution 1917, hvor paladset blev konfiskeret ligesom alle de andre kejserlige paladser.
Da revolutionen var slut, blev paladset omdannet til museum for byen. Efter 1934 blev paladset brugt som uddannelsescenter for unge, og i årenes løb husede det mange efterskoler.
I dag findes der et lille museum indenfor i paladset, som man kan besøge på specielle tidspunkter, og få en guidet tur gennem nogen af paladsets værelser. Udover det, er der normalt ingen adgang for turister.